# Рогатая крепость
Рогатая крепость — бастионные укрепления, пристроенные к Выборгской городской стене в XVI веке. В перестроенном виде стали частью Главной Выборгской крепости, просуществовавшей до конца XIX века. Территория, когда-то находившаяся в пределах Главной Выборгской крепости, именуется Старым городом.

## История
В 1470-х годах под руководством выборгского наместника Эрика Аксельссона Тотта вокруг города, расположенного на полуострове, была возведена крепостная стена с башнями. Возведённые городские укрепления получили название «Каменный город». В стену было встроено около десяти башен (четырёхугольных или круглых в плане, проездных либо глухих).
С XVI века городские укрепления совершенствовались. Некоторые башни были перестроены в бастионы, в восточной стене был построен барбакан, включавший Скотопрогонную и Круглую башню. Затем к Каменному городу была пристроена Рогатая крепость (в плане её бастионы Панцерлакс и Европ напоминали рога животного). Из-за военных действий в последней трети XVI — начале XVII века, строительство укреплений в Выборге практически не прекращалось, так что различные части укреплений относились к технике крепостного строительства разных времен. Кроме того, пока одни части достраивались — другие приходили в ветхость и уже требовали ремонта. В XVIII веке была разобрана стена между Каменным городом и Рогатой крепостью. Вместе они стали составлять Главную Выборгскую крепость. Основными элементами обороны были куртины и бастионы, в том числе следующие бастионы:
- Вальпорт;
- Вассерпорт;
- Гольц;
- Европ (Еуроп, Эуроп, Эуряпя);
- Зант;
- Кляйнплатформ;
- Нейпорт;
- Панцерлакс;
- Элеоноры.

В 1861 году был утверждён генеральный план застройки Выборга, в соответствии с которым на месте снесённых укреплений Каменного города и Рогатой крепости были проложены новые улицы и разбит парк-эспланада. 

## Современное состояние
Из крепостных сооружений сохранились башня Ратуши, Круглая башня и бастион Панцерлакс. Основания городских стен можно увидеть на улицах Северный Вал, Южный Вал и Ладанова. На бастионе Панцерлакс возведено здание художественного музея и школы искусств, а на остатках бастиона Европ — здание ресторана Эспланад-павильон. 
В 2020 году Выборгский объединённый музей-заповедник открыл в башне Ратуши экспозицию, посвященную строительной истории башни и крепости. 

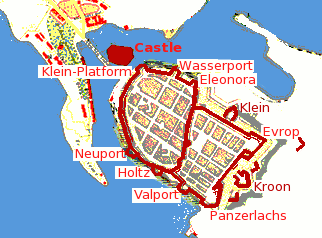
Схема бастионов и равелинов в начале XVIII века
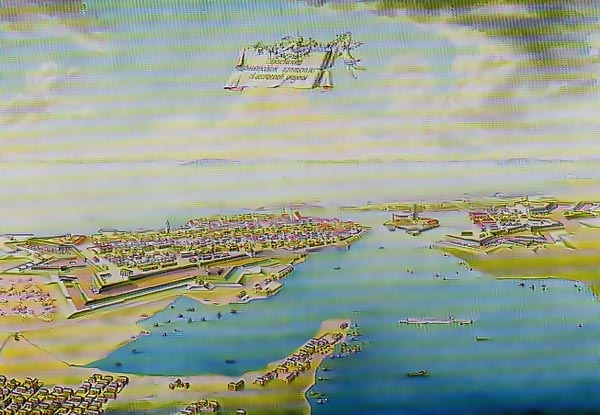
Панорама Выборга в конце XVIII века. На переднем плане — бастион Эуроп.
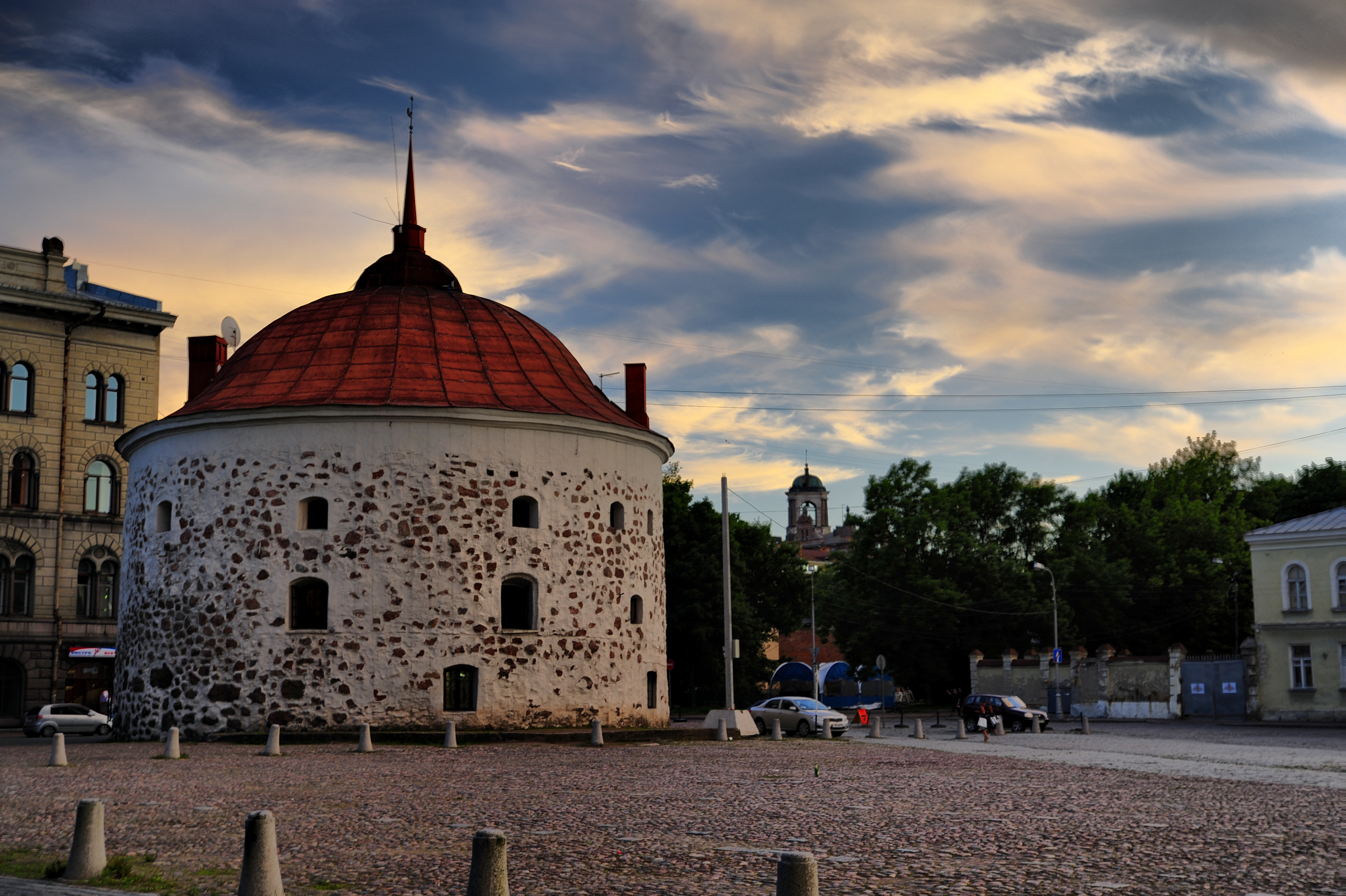
Круглая башня
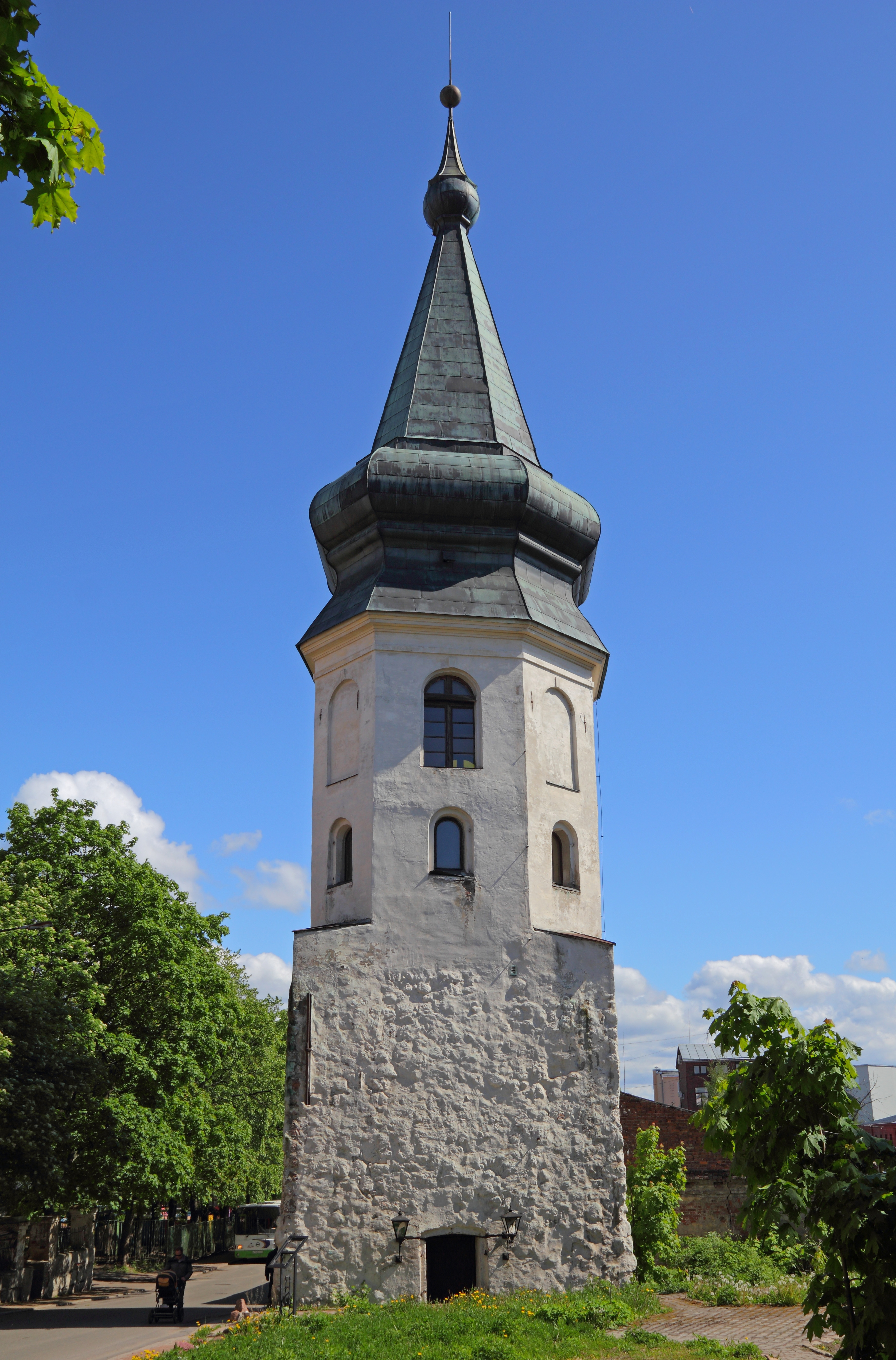
Башня Ратуши
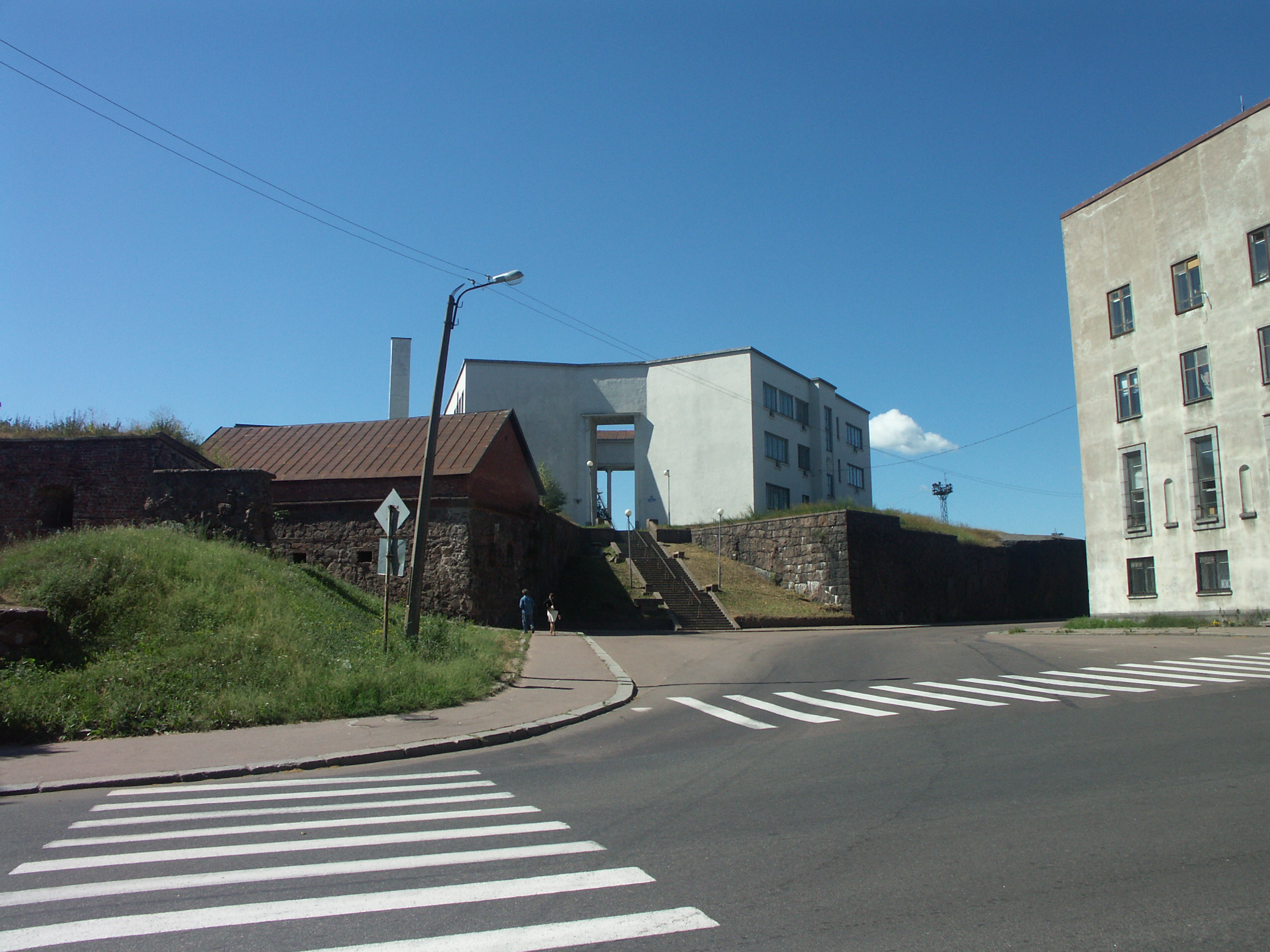
Бастион Панцерлакс